# Fredlös (film)
Fredlös är en svensk-dansk-brittisk svartvit film från 1935 i regi av George Schnéevoigt. I rollerna ses bland andra Sven Bergvall, Tekla Sjöblom och Sten Lindgren.

## Om filmen
Inspelningen ägde rum 1935 i Nordisk Films ateljéer i Valby i Danmark och i Petsamo i Finland efter ett manus av Christensen och Fleming Lynge. Fotograf och klippare var Valdemar Christensen och kompositör Ferenc Farkas. Filmen premiärvisades den 12 oktober 1935 på biografen Palads i Köpenhamn och Sverigepremiär hade den 26 december samma år på en rad biografer runt om i Sverige.

## Rollista
- Sven Bergvall – Ilmari Murtaja, storbonde
- Tekla Sjöblom – Saima, hans hustru
- Sten Lindgren – Juhani, deras son
- Otto Landahl – Aslak, lapp
- Gull-Maj Norin – Aino, hans dotter
- John Ekman – Boris Borodoff, rysk guvernör i Petjenga
- Emil Fjellström – Ivan, hans livkosack
- Robert Johnson – Matti Paljakki, storbonde
- Karin Albihn – Maikki, hans dotter
- Theodor Tugai – Paavo, lapp
- Arne Nyberg – ?

### Fotnoter
1. 1 2  ”Fredlös”. Svensk Filmdatabas. http://sfi.se/sv/svensk-filmdatabas/Item/?itemid=3790&type=MOVIE&iv=Basic&ref=/templates/SwedishFilmSearchResult.aspx?id%3d1225%26epslanguage%3dsv%26searchword%3dfredl%C3%B6s%26type%3dMovieTitle%26match%3dBegin%26page%3d1%26prom%3dFalse. Läst 21 april 2013.